# ديك فان باتن
ديك فان باتن(بالإنجليزية: Dick Van Patten)‏ مواليد 9 ديسمبر 1928 في حدائق النباتات الملكية، كيو، نيويورك، الولايات المتحدة - الوفاة 23 يونيو 2015 في سانتا مونيكا، الولايات المتحدة، هو ممثل أمريكي بدأ مسيرته الفنية عام 1935.

## الأعمال
- أي دريم أوف جيني
- الحب
- رجل الستة ملايين دولار
- آلام النمو
- بوي ميتس ورلد
- فاميلي غاي

## وصلات خارجية
- ديك فان باتن على موقع IMDb (الإنجليزية)
- ديك فان باتن على موقع تيرنر كلاسيك موفيز (الإنجليزية)
- ديك فان باتن على موقع قاعدة بيانات برودواي على الإنترنت (الإنجليزية)
- ديك فان باتن على موقع قاعدة بيانات برودواي على الإنترنت (الإنجليزية)
- ديك فان باتن على موقع إن إن دي بي (الإنجليزية)
- ديك فان باتن على موقع قاعدة بيانات الفيلم (الإنجليزية)